# Doyen de Lichfield

Façade ouest de la cathédrale de Lichfield.

Le doyen de Lichfield (Dean of Lichfield en anglais) est le chef (primus inter pares ) du chapitre de chanoines qui dirige la cathédrale de Lichfield (Cathedral Church of the Blessed Virgin Mary and St Chad). La cathédrale est l'église mère du diocèse de Lichfield et le siège de l'évêque de Lichfield. Le doyen actuel est Adrian Dorber.

## Liste des doyens

### Moyen Âge central
- 1222-1254 William de Manecestra[1]
- 1254–? Ralph de Sempringham

### Moyen Âge tardif
- 1280–1319 John de Derby
- 1319–1324 Stephen Seagrave (ensuite Archevêque d'Armagh)
- 1324–1328 Roger de Convenis
- 1328–1335 John Garssia (ensuite Évêque de Marseille)
- 1335–1346 Richard FitzRalph
- 1346–1347 John of Thoresby
- 1347–1349 Simon de Brisele (ensuite Doyen de Lincoln)
- 1350–1363 John Bokyngham
- 1364–1369 William de Manton
- 1369–? Laurence de Ibstock
- ?–1370 Anthony Rous
- 1371–1378 Francis de Teobaldeschi
- 1381–1390 William Pakington
- 1390–1426 Thomas de Stretton
- 1426–1432 Robert Wolveden
- 1432–1447 John Verney (ensuite Archidiacre de Worcester, 1438–1452)
- 1457–1492 Thomas Heywood

### Époque moderne
- 1493–1512 John Yotton
- 1512–1521 Ralph Colyngwood
- 1522–1533 James Denton
- 1533–1536 Richard Sampson
- 1536–1554 Henry Williams[2]
- 1554–1559 John Ramridge (privé)
- 1560–1576 Laurence Nowell
- 1576–1603 George Boleyn
- juillet 1603–20 December 1604 (res.) James Montague (devenu Doyen de Worcester)
- 1605–1622 William Tooker
- 1622–1628 Walter Curle
- 1628–1632 Augustine Lindsell
- 1633–1638 John Warner
- 1638–1638 Samuel Fell
- 1638–1659 Griffin Higgs
- 1661–1663 William Paul
- 1664–1671 Thomas Wood
- 1671–1683 Matthew Smallwood
- 1683–1703 Lancelot Addison
- 1703–1712 William Binckes
- 1713–1720 Jonathan Kimberley
- 1720–1730 William Walmesley
- 1730–1745 Nicholas Penny
- 1745–1776 John Addenbrooke
- 1776–1807 Baptist Proby

### Époque contemporaine
- 1807–1833 John Woodhouse
- 1833–1868 Henry Howard[3]
- 1868–1875 William Champneys
- 1875–1892 Edward Bickersteth
- 1892–1909 Herbert Luckock
- 1909–1939 Henry Savage
- 1939–1952 Frederic Iremonger
- 1954–1969 William MacPherson
- 1970–1979 George Holderness
- 1980–1993 John Lang
- 1994–1999 Tom Wright
- 1999–2005 Michael Yorke
- 2005–present Adrian Dorber
- mars–septembre 2012 Pete Wilcox, Doyen intérimaire